# Speocarcininae
De Speocarcininae zijn een onderfamilie van krabben (Brachyura) uit de familie Xanthidae.

## Geslachten
De Speocarcininae omvat slechts één geslacht:
- Speocarcinus Stimpson, 1859